# Joe Rosario
Joe Rosario is een Amerikaans acteur en scriptschrijver, vooral bekend geworden als het keukenhulpje Raoul Rosario in de televisieserie Archie Bunker's Place.
Hij schreef de aflevering Try a Little Tenderness (Afl. 8, seizoen 11, voor het eerst uitgezonden in 1984) voor de televisieserie The Jeffersons.

## Filmografie
- Hill Street Blues, televisieserie - Puerto Ricaanse verdachte (afl. Politics as Usual, 1981)
- The Jeffersons, televisieserie - Politieman (afl. The Strays: Part 2, 1982)
- Archie Bunker's Place, televisieserie - Raoul Rosario (38 afl., 1980-1983)
- The Young and the Restless, televisieserie - Raadsman Fernandez (afl. 1.3472, 1986)
- Scarecrow and Mrs. King, televisieserie - Vechter (afl. The Khrushchev List, 1987)